# فورت آپاچی (آریزونا)
فورت آپاچی (به انگلیسی: Fort Apache) یک منطقهٔ مسکونی در ایالات متحده آمریکا است که در شهرستان ناواهو، آریزونا واقع شده‌است. فورت آپاچی ۲٫۹۸ کیلومتر مربع مساحت و ۱۶٬۴۱۹ نفر جمعیت دارد و ۱٬۵۴۱٫۰۹ متر بالاتر از سطح دریا واقع شده‌است.